# Nebesna sotnia
Nebesna sotnia (лат.) — вид древних, ископаемых древнекрылых насекомых, подёнок из семейства Ameletopsidae, найденный в эоценовом балтийском янтаре (Калининградский полуостров), возрастом около 35—47 млн лет. Выделен в самостоятельный род Nebesna. Вид и род описаны украинскими учёными в 2025 году и названы в честь Небесной Сотни, как символическое научное почтение подвига и жертвенности украинцев, погибших во время Революции Достоинства и в результате полномасштабной войны России против Украины.

## Описание
Голотип вида и рода — взрослое насекомое (имаго), самец, обнаруженное в кусочке балтийского янтаря, образовавшегося в среднем эоцене примерно 35—47 миллионов лет назад. Благодаря хорошо сохранившемуся строению крыльев и тела было определено, что оно принадлежит к реликтовому семейству Ameletopsidae, представители которого в настоящее время встречаются только в Южном полушарии: в Южной Америке, Австралии и Новой Зеландии, а в середине кайнозоя, в эоцене, когда образовывался балтийский янтарь из смолы тогдашних деревьев, оно было распространено и в Северном, в том числе в Европе. Эта находка подтверждает древнюю пангейскую историю этого семейства.
Относительно хорошо сохранившийся имагинальный экземпляр в прозрачном и полупрозрачном янтаре, лучше виден слева в боковой проекции, обе передние ноги неполные, передние лапки отсутствуют; дистальная часть левой средней ноги отсутствует; брюшной стернит IX, весь сегмент X, гениталии самца и церки отсутствуют. Только правые передние и задние крылья хорошо сохранились и целы; левые крылья скручены, частично повреждены и покрыты множественными слоями смолы. Экземпляр четко определяется как имаго из-за полупрозрачных и гиалиновых передних и задних крыльев, а также отсутствия микротрихий вдоль их заднего края. Весь кусок янтаря с многочисленными трещинами, органическим мусором и слоями смолы. В том же куске янтаря заключена взрослая особь двукрылого насекомого (Diptera) из семейства Sciaridae.
Цвета. Сохранившийся цвет образца от желтоватого до коричневого и более темно-коричневого. Глаза бледные, от жёлтого до грязно-желтого; лицевой киль того же цвета; небольшие черноватые пятна на глазках. Грудь самая темная, от коричневого до темно-коричневого, бледнее по бокам; нерегулярные искусственные черноватые пятна разбросаны по всей поверхности; такие же пятна у основания крыльев [результат окаменения]; боковые стороны груди покрыты облаком мути (так называемый «Verlumung»). Крылья бледные, бесцветные, полупрозрачные, от жёлтого до светло-коричневого; жилкование жёлтое; поперечное жилкование плохо заметно; правое переднее крыло покрыто нерегулярными искусственными коричневатыми пятнами [результат окаменения]. Ноги желтые до темно-коричневого, затемненные дистально; нерегулярные искусственные черноватые пятна разбросаны по поверхности сохранившегося сегмента. Брюшные сегменты желтые, частично полупрозрачные.
Размеры. Длина тела в сохранившемся виде 7,28 мм; длина переднего крыла 7,80 мм; Длина заднего крыла 2,63 мм. Максимальная ширина переднего крыла 0,34 от максимальной длины; заднее крыло 0,34 от длины переднего крыла.
Голова. Лицевой киль относительно небольшой, не выступает вперед. Усики бледные, желтые или грязно-желтые. Фронтальный и левый боковой глазок плохо видны из-за слоев смолы, все без заметной окраски. Сложные глаза разделены на две части; верхняя часть сложных глаз хорошо развита, большая и широко закругленная, соприкасается медиально; нижняя часть каждого глаза примерно 0,62 от длины верхней части; граница между верхней и нижней частями сложных глаз различима; фасетки сложных глаз шестиугольные. Выступа на темени нет.
Грудь. Грудная терга темнее плевры, желтовато-коричневая до темно-коричневой; плевры светло-коричневые. Следов специфических пигментированных участков на среднегруди нет. Грудная стерна бледнее терги, светло-коричневая. Мезонотальный шов (MNs) короткий, неглубокий, V-образный, вытянут назад и медиально; медиопарапсидальный шов [MPs] почти прямой, слегка изогнут внутрь сзади; латеропарапсидальный шов [LPs] относительно короткий и прямой, не изогнут латерально и не достигает заднего выступа щитка [PSp]. Передний паракоксальный шов среднегруди [PCxsA] полный, проходит по вентральной стороне эпистернума, четко разделяя его на анэпистернум [AES] и катепистернум [KES], и заканчивается, достигая грудины. Базистернум среднеспинки [BS] слегка удлиненный; фуркастернальные выступы [FSp] не соприкасаются, разделены срединным вдавлением; это срединное фуркастернальное вдавление [FSi] расширено сзади.
Крылья. Передние крылья гиалиновые, полупрозрачные, не матовые. Поперечные жилки бледнее продольных. Поперечные жилки и небольшие вставочные жилки умеренно развиты, беловато-желтые или желтые, плохо различимы вдоль торноапикального края.
Птеростигматическая область полупрозрачная; скопление до 13 разветвленных поперечных жилок в птеростигматической области. Кубитальная скобка хорошо сохранилась, сильно изогнута. C, Sc и RA хорошо видны по всей длине. RS разветвлена около основания, примерно на 0,15 своей длины; поперечное жилкование умеренно развито; iRS отходит от RSa1 близко к разветвлению RS; вставочное жилкование между RSa1 и iRS хорошо развито; RSa2’’ короткий, свободный в основании; сектор RS с несколькими вставочными жилками, соединёнными в основании. MA симметрично разветвлена на 0,45 своей длины; MA1 и MA2 соединены с iMA 3 поперечными жилками с каждой стороны. MP асимметричный, разветвлен через 0,25 своей длины; MP2 приближен к CuA, iMP приближен к MP2; iMP короче MP2, соединен с MP1 и MP2 многочисленными поперечными жилками; несколько базально соединённых вставочных жилок в полях MA и MP. Кубитальное поле относительно узкое и короткое; четыре толстых, простых интеркалярных жилки [iCu] разной длины, идущих от CuA к заднему краю крыла, заканчивающихся на базиторнальном крае; длина iCu увеличивается от iCu1 до iCu4 соответственно; поперечных жилок нет, а между основными толстыми кубитальными интеркалярными жилками небольшие интеркалярные жилки; примерно 7 маленьких поперечных жилок между CuA и CuP, расположенных строго базально; CuA и CuP соединены около основания крыла; CuA и CuP плавно изогнуты к основанию крыла; торнус близко к CuA, слабо выражен, расположен примерно на 0,36 длины переднего крыла от основания; CuP слегка изогнут дистально; по крайней мере две относительно прямые жилки в анальном поле; A1 в базальном направлении приближается к CuP; три видимых поперечных жилки между CuP и A1; две видимых поперечных жилки в анальном поле между A1 и A2.
Заднее крыло прозрачное, полупрозрачное, треугольной формы, относительно широкое и не удлиненное, отчетливо суженное спереди, шириной до 0,52 длины крыла, отчетливо суженное и умеренно закругленное дистально. Продольное жилкование жёлтое до светло-коричневого; поперечное жилкование того же цвета, умеренно развито, едва различимо в анальном поле. Реберный отросток заднего крыла хорошо развит, выступающий, острый на вершине; одна поперечная жилка в секторе реберного отростка и плечевого угла заднего крыла. C и Sc сближены. RSp в основании соединен с MA; несколько поперечных жилок между MA1 и RSp; MA раздвоена примерно посередине; MP раздвоена сильно в основании, примерно на 0,19 расстояния от основания жилки. CuA, CuP и A1 не раздвоены; жилкование анального поля плохо различимо. Небольшие краевые жилки различимы между RS и CuA.
Ноги. Передние конечности бледнее средних и задних. Искусственные темно-коричневые или черноватые пятна покрывают всю поверхность конечности (в результате окаменения). Тибиопателлярный шов присутствует на базальной 1/3 длины средних и задних конечностей. Первый тарзомер средних и задних конечностей заметно удлинен, составляет 0,23/0,26 длины большеберцовой кости соответственно; первый тарзомер средних и задних конечностей сросся с большеберцовой когтями. Претарзальные когти каждой конечности с крючкообразным внешним когтем и тупым внутренним когтем.
Брюшные сегменты I—VIII полностью сохранились; сегмент IX неполный; сегмент X отсутствует; сегменты почти полупрозрачные, желтые; первые два сегмента самые темные, светло-коричневые; на брюшных сегментах нет заметных заднебоковых выступов. Гениталии и церки отсутствуют.
Первоначально янтарь с данным экземпляром находился в частной коллекции литовского исследователя Йонаса Дамзена (Jonas Damzen) в Вильнюсе в Литве. В настоящее время хранится в Национальном научно-природоведческом музее НАН Украины в Киеве под инвентарным номером IKOFZ-Ib 8921. В научную команду, изучавшую данное ископаемое, входили также украинские учёные-энтомологи Роман Годунько из Государственного природоведческого музея НАН Украины в Львове и Александр Мартынов из отдела зоологии Национального научно-природоведческого музея НАН Украины, немецкий энтомолог Арнольд Станишек из Государственного природоведческого музея в Штутгарте (Германия), а также биологи, которые сохранили ценные коллекции из Донецкого региона после оккупации.

## Название
Название рода Nebesna женского рода и «отсылает к трагическим событиям в Украине во время Революции Достоинства в 2013—2014 годах, дано в память о жертвах Небесной Сотни и всех жертвах российской военной агрессии». Видовое название sotnia (сотня) является частью термина «Nebesna Sotnia» (Небесна сотня), который относится к жертвам Украинской Революции Достоинства в 2013—2014 годах, дано «с глубокой благодарностью за подвиг, храбрость и самоотверженность всех украинцев, пострадавших от российской военной агрессии». Название вида — существительное женского рода. По словам одного из участников исследования, биолога Романа Годунько, идея такого наименования возникла у украинской научной команды уже давно: «Явление и феномен Небесной Сотни не может быть забытым. Погибло так много украинцев, но Герои Небесной Сотни были первыми Прометеями. Именно они показали, что украинцы будут защищаться, бороться, спасать побратимов даже ценой собственной жизни. В этом море страданий и смертей мы не должны о них забыть».